# Chase It (Mmm Da Da Da)
Chase It (Mmm Da Da Da) è un singolo della cantante statunitense Bebe Rexha, pubblicato il 17 maggio 2024.

## Descrizione
Chase It (Mmm Da Da Da) è un brano pop composto in chiave di Do minore con un tempo di 132 battiti per minuto. È stato scritto dalla stessa cantante con la collaborazione di Aluna e Chris Lake, ed è stato prodotto da quest'ultimo.

## Video musicale
Il videoclip, diretto da Ace Bowerman, è stato pubblicato sul canale YouTube della cantante il 13 dicembre 2024.

## Tracce
Download digitale, streaming
1. Chase It (Mmm Da Da Da) – 2:34

Download digitale, streaming – Alt Versions
1. Chase It (Mmm Da Da Da) - Extended – 3:45
2. Chase It (Mmm Da Da Da) - Sped Up – 2:23
3. Chase It (Mmm Da Da Da) - Instrumental – 2:34
4. Chase It (Mmm Da Da Da) – 2:34